# Cessar-fogo entre Estados Unidos e Houthis

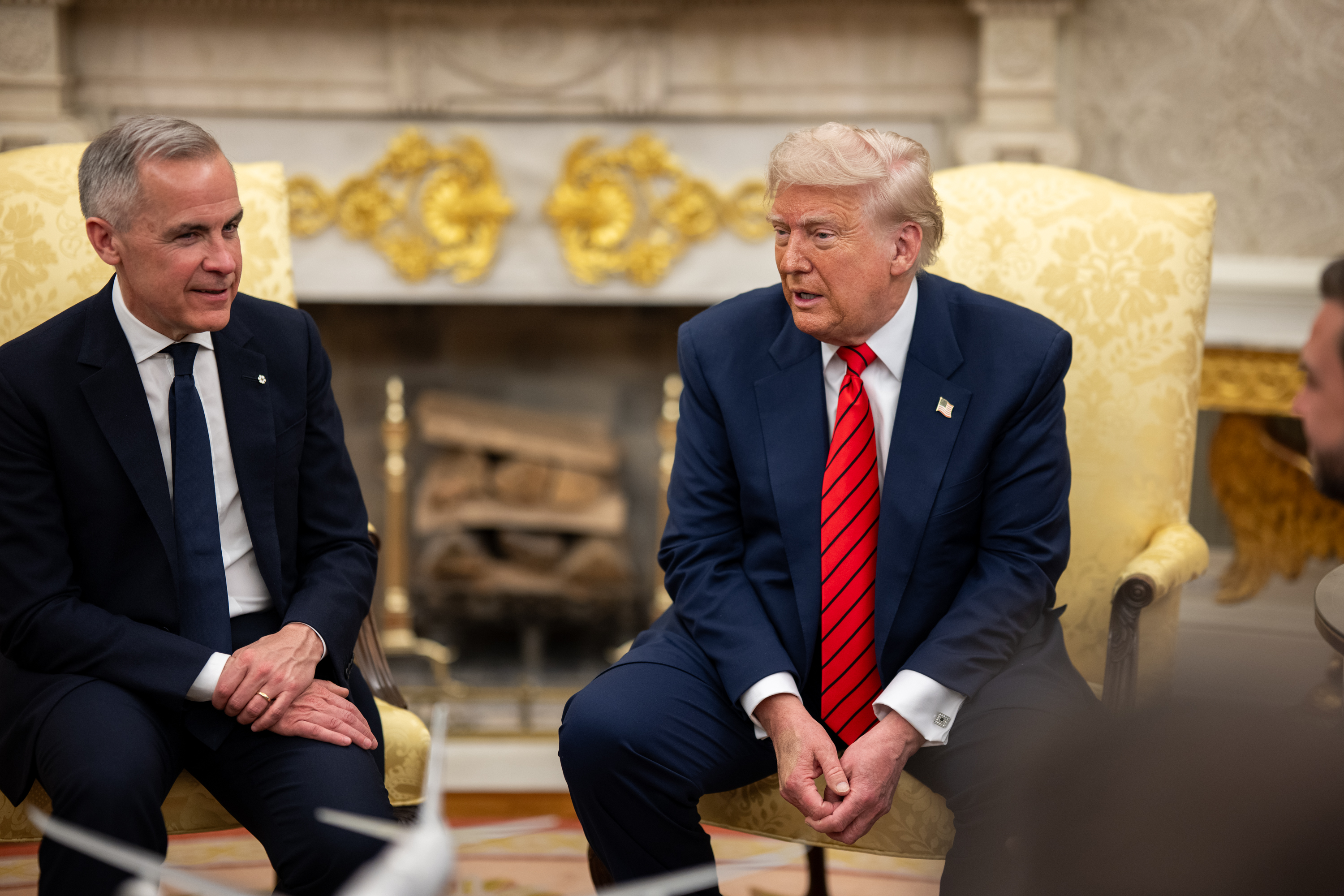
Trump anuncia o cessar-fogo durante uma reunião com o primeiro-ministro canadense Mark Carney no Salão Oval, 6 de maio de 2025

O cessar-fogo entre Estados Unidos e Houthis iniciou-se em 6 de maio de 2025 com um acordo de cessar-fogo firmado entre os Estados Unidos e o movimento iemenita Houthis (mediado por Omã) encerrando os ataques aéreos estadunidenses ao Iêmen — a Operação Rough Rider, que durou de março a maio de 2025 — no contexto da crise do Mar Vermelho. Os Houthis concordaram em interromper seus ataques a embarcações estadunidenses que transitavam no Mar Vermelho, mas enfatizaram que o cessar-fogo não se aplicava de "nenhuma forma" a Israel, que havia começado a lançar seus próprios ataques ao Iêmen.

## Contexto
O movimento Houthi começou a visar o transporte marítimo internacional em outubro de 2023, após Israel invadir a Faixa de Gaza em resposta aos ataques do Hamas em 7 de outubro. Alegando solidariedade aos palestinos e com o objetivo de pressionar Israel a concordar com um cessar-fogo e suspender o bloqueio a Gaza, os Houthis lançaram mísseis e drones contra embarcações que navegavam perto do Iêmen, e também dispararam mísseis balísticos e lançaram ataques com drones contra cidades israelenses, matando pelo menos um civil em Tel Aviv e atingindo o perímetro do Aeroporto Internacional Ben Gurion. Em resposta, os Estados Unidos, o Reino Unido e uma coalizão multinacional iniciaram a Operação Guardião da Prosperidade, combinando escoltas navais com ataques aéreos episódicos à infraestrutura militar e civil dos houthis. Em 12 de janeiro de 2024, os Estados Unidos, juntamente com o Reino Unido, começaram a lançar mísseis de cruzeiro e ataques aéreos contra alvos houthis no Iêmen em resposta aos ataques a navios no Mar Vermelho.
Os Houthis interromperam seus ataques a embarcações após o cessar-fogo da guerra de Gaza em 2025, mas retomaram os ataques imediatamente após Israel encerrar o cessar-fogo bombardeando a Faixa de Gaza em março de 2025. Como resultado, os Estados Unidos lançaram uma grande campanha de ataques aéreos e navais contra alvos houthis no Iêmen em 15 de março de 2025, incluindo sistemas de radar, defesas aéreas e locais de lançamento balístico e de drones usados pelos Houthis.

## Acordo de cessar-fogo
Em 6 de maio de 2025, o presidente dos Estados Unidos, Donald Trump, declarou o fim dos ataques ao Iêmen, afirmando que haviam terminado, "com efeito imediato", como resultado de um cessar-fogo entre os Estados e os Houthis, mediado por Omã. O anúncio ocorreu durante uma reunião com o primeiro-ministro canadense, Mark Carney, no Salão Oval. Os Houthis concordaram em interromper os ataques a embarcações no Mar Vermelho, mas enfatizaram que o cessar-fogo não se aplicava de "nenhuma forma" a Israel. Enquanto Trump enquadrou a trégua como se os Houthis tivessem "capitulado" e não "querendo mais lutar", além de terem demonstrado "muita bravura", os Houthis alegaram que, na verdade, foram os Estados Unidos que "recuaram". As autoridades governamentais entrevistadas pelo New York Times alegaram que Trump concordou com o cessar-fogo porque os ataques aéreos não estavam atingindo seus objetivos e os Estados Unidos não conseguiram alcançar superioridade aérea contra os Houthis. Segundo relatos, o Irã desempenhou um papel importante em persuadir os Houthis a chegarem a uma trégua com os Estados Unidos para ajudar a criar "impulso" para as negociações nucleares EUA-Irã em 2025.
Em resposta à reação israelense, o embaixador estadunidense em Israel, Mike Huckabee, afirmou que os Estados Unidos não exigem a aprovação israelense para chegar a um acordo de cessar-fogo, afirmando que os Estados Unidos tomarão medidas contra ameaças a cidadãos norte-americanos e não necessariamente a Israel.

## Análise
De acordo com o ex-enviado dos Estados Unidos para o Oriente Médio, Dennis Ross, a trégua entre Estados Unidos e Houthis marginalizou o governo israelense, indicando que "o governo Trump pensa nos interesses da América". Analistas também observaram que os Houthis são os "maiores vencedores" do cessar-fogo, pois continuarão a atacar Israel e embarcações ligadas a Israel.